# Balambu
Balambu es un pueblo ubicado en el distrito de Katmandú, provincia de Bagmati, Nepal.

## Superficie
Cuenta con una superficie de 2,12 kilómetros cuadrados.

## Demografía
Datos hasta 2015
- Población: 14 385 habitantes.[1]
- Densidad de población: 6,784 habitantes por kilómetro cuadrado.[1]
- Población masculina: 7140 (49,6%).[1]
- Población femenina: 7245 (50,4%).[1]